# Nepal i olympiska sommarspelen 1972
Nepal deltog i de olympiska sommarspelen 1972 med en trupp bestående av två deltagare, vilka båda deltog i maratonloppet. Ingen av landets deltagare erövrade någon medalj.

## Friidrott
| Idrottare                  | Gren    | Resultat  | Placering |
| -------------------------- | ------- | --------- | --------- |
| Bhakta Bahadur Sapkota     | Maraton | 2-57:58.8 | 60        |
| Jit Bahadur Khatri Chhetri | Maraton | DNF       | DNF       |